# Pigment (entreprise)
Pigment est une startup licorne qui développe et commercialise un logiciel de planification stratégique destiné principalement aux entreprises.
Le logiciel de Pigment est considéré comme le challenger de celui d'Anaplan, plus ancien et mieux établi sur le marché des grandes entreprises, mais plus coûteux et moins facile à utiliser.

## Historique
La société est créée le 25 juillet 2019 par Romain Niccoli et Eléonore Crespo. Les deux fondateurs sont des ingénieurs diplômés de l'École des mines de Paris et Eléonore Crespo a aussi fait l'ENS Paris-Saclay. Romain Niccoli est un ancien de Microsoft et a été cofondateur de Criteo, et Eléonore Crespo a été active dans le capital-risque,,.
De 2020 à 2024, la société effectue une levée de fonds par an : 
- 26 millions de dollars en 2020,
- 73 millions en 2021[7],
- 65 millions en 2022,
- 88 millions en 2023,
- 145 millions en 2024[8],

soit au total près de 400 millions de dollars de 2019 à 2024, ce qui la valorise en avril 2024 à 1 milliard de dollars,,. Selon le magazine Challenges, Eléonore Crespo et Romain Niccoli auraient en juillet 2024 le contrôle de la société, d'une valeur de 500 millions d'euros, mais les intéressés contestent ce montant.
Pigment conclut un partenariat avec Google en mai 2025, qui lui permet d'accéder aux outils Gemini ainsi qu'à Google AgentSpace.

## Le produit
Il s'agit d'un logiciel semblable à celui de Anaplan et dans une moindre mesure à Excel, qui permet de travailler sur des données budgétaires, de ressources humaines, commerciales, marketing, de gestion de stocks. Un système de planification des tâches et d'alertes accélère la remontée des données provenant de différentes branches de l'entreprise, qui sont mises à disposition des décideurs. Le logiciel dispose d'un mode d'interrogation en langue naturelle. Il est notamment vendu en mode SaaS avec centralisation des données. 
La société travaille au développement d'une IA générative, qui puisse générer des documents contenant des images et des vidéos. Un moteur de recherche permet au client de trouver et d'analyser ses données.
Par rapport à Anaplan, Pigment offre moins de fonctionnalités, mais selon certaines sources la prise en main du produit est plus facile, ainsi que l'importation dynamique des données,.

## La clientèle
Initialement, le public des TPE et des PME est le plus visé. Progressivement, le produit intéresse de plus grandes entreprises.
Dès 2022, la moitié de son chiffre d'affaires est réalisée aux Etats-Unis,. En 2024 la société élargit son offre en direction des collectivités locales pour la planification budgétaire,.

## Distinctions
- L'entreprise est sélectionnée dans le Next40 en 2023[20],[15].